# أنانت غوبتا
أنانت غوبتا (بالإنجليزية: Anant Gupta)‏ هو مسير أعمال هندي، ولد في 8 يناير 1965 في دلهي في الهند.